# Rathausbrunnen (Enkenbach-Alsenborn)
Der Rathausbrunnen ist ein Brunnen in der Ortsgemeinde Enkenbach-Alsenborn im rheinland-pfälzischen Landkreis Kaiserslautern.

## Lage
Der Brunnen befindet sich am örtlichen Dr.-Konrad-Adenauer-Platz im Ortsteil Enkenbach vor dem 1987 errichteten Rathaus der Verbandsgemeinde Enkenbach-Alsenborn.

## Geschichte
Die Verbandsgemeinde Enkenbach-Alsenborn, wie sie bis 2014 bestand, wurde 1972 im Zuge der rheinland-pfälzischen Verwaltungsreform aus den Ortsgemeinden Enkenbach-Alsenborn, Mehlingen, Neuhemsbach und Sembach gebildet. Erstere wurde zum Namensgeber und Sitz bestimmt. Die Verwaltung der Verbandsgemeinde war provisorisch zunächst an zwei unterschiedlichen Standorten untergebracht, ehe das Rathaus am Dr.-Konrad-Adenauer-Platz 1987 fertig gestellt wurde. Auf letzterem entstand im selben Jahr zudem ein Brunnen, dessen Modellierung der Bildhauer Walter Bauer übernahm. Der Brunnen selbst besteht aus Sandstein von Carl Picard. In der Mitte befindet sich eine bronzene Säule, auf der sich eine Schale anschließt. Auf der Schale befinden sich insgesamt sieben Figuren, die die sieben Orte Alsenborn, Baalborn, Enkenbach, Mehlingen, Neuhemsbach, Neukirchen und Sembach innerhalb der damaligen Verbandsgemeinde symbolisieren. Alsenborn und Enkenbach waren bereits 1969 zur Ortsgemeinde Enkenbach-Alsenborn zusammengelegt worden, während sowohl Baalborn als auch Neukirchen 1939 beziehungsweise 1969 nach Mehlingen eingemeindet worden waren. Die Figuren symbolisieren jeweils die Uznamen der jeweiligen Orte.

## Ortschaften einschließlich deren Uznamen
Auf dem Schalenrand repräsentieren sieben Bronzefiguren die Uznamen der verbandsangehörigen Gemeinden:
| Uzname                   | Bild                     | Lage                                          | Wappen                       | Anmerkungen |
| ------------------------ | ------------------------ | --------------------------------------------- | ---------------------------- | --- |
| Alsenborner Bajass       | Alsenborner Bajass       | Lage in der Verbandsgemeinde                  | Wappen                       | Alsenborn war längere Zeit als das Zirkusdorf bekannt. Der Spitznamen der Alsenborner, Bajass, leitet sich vom italienischen Wort Bajazzo (= „Possenreißer“) her. Dieser Bajass ist mit einer spitzen Clownsmütze und einer Balancierstange in der Hand dargestellt. Enkenbach und Alsenborn gehörten zur Kurpfalz. |
| Baalborner Stier         | Baalborner Stier         | Lage in der Verbandsgemeinde                  | Wappen                       | In Baalborn diskutierten Gemeinderäte und Bauern in der Wirtschaft heftig über kommunale Angelegenheiten. Dabei soll der Ausspruch gefallen sein: „Die Hälft' der Baalborner Gemeinderät' sind Ochsen!“ Vor Gericht sollte der Beschuldigte seine Behauptung entweder beweisen oder zurücknehmen. Er tat es mit den Worten: „Die Hälfte der Baalborner Gemeinderäte sind keine Ochsen!“ |
| Enkenbacher Kuckuck      | Enkenbacher Kuckuck      | Lage in der Verbandsgemeinde                  | Wappen                       | Die Enkenbacher Kirchweih hat den Namen „Kuckuckskerwe“ und fällt in die Zeit, in der der Kuckuck sein Rufen einstellt, deshalb behaupten die Bewohner der benachbarten Dörfer, die Enkenbacher hätten den Kuckuck geschlachtet, um einen Kerwebraten daraus zu machen. Die 1969 neu gebildete Ortsgemeinde Enkenbach-Alsenborn bekam das Wappen von Enkenbach verliehen, das mit dem Säulenbrunnen das Ortswappen von Alsenborn enthält. |
| Mehlinger Hohlwampe      | Mehlinger Hohlwampe      | Lage in der Verbandsgemeinde                  | Wappen                       | In Mehlingen wohnte ein alter Mann, der als Soldat bei den kaiserlichen Kürassieren gedient hatte und als starker Esser stets doppelte Portionen erhalten hatte. Der Mann wurde von den Kindern mit dem Spitznamen „Hohlwampe“ (= leerer Bauch) bedacht, der sich auf das ganze Dorf übertrug. Mehlingen und Sembach gehörten den Kolb von Wartenberg. Auch deren Verwandte, die Randecker, verfügten über Besitzungen im Gebiet der heutigen Verbandsgemeinde. Das Wappen von Mehlingen zeigt den Mann mit dem Kolben aus der Helmzier des Wappens der Kolb von Wartenberg, das als redendes Symbol der Kolb von Wartenberg aufzufassen ist. |
| Neuhemsbacher Windmacher | Neuhemsbacher Windmacher | Lage innerhalb des Landkreises Kaiserslautern | Wappen                       | Der Neuhemsbacher Windmacher wird dargestellt als Knabe mit Schlips, der wild gestikuliert. Den „Windmachern“ sagt man nach, dass sie immer Flausen im Kopf haben. Neuhemsbach gehörte zunächst den Herren von Flersheim und anschließend den Grafen von Sayn-Wittgenstein. Das Wappen von Neuhemsbach zeigt einen blaubewehrten und -bezungten goldenen Leoparden. Die Leoparden stammen aus dem Wappen der Familie Sayn-Wittgenstein, vermehrt um die Farben der Herren von Flersheim. |
| Neukirchener Besenbinder | Neukirchener Besenbinder |                                               | Ehemaliges Neukircher Wappen | In Neukirchen wohnten viele arme Leute, die sich durch Besenbinden etwas dazuverdienten. Obwohl es Besenbinder früher in jeder Gemeinde gab, lebten in Neukirchen überdurchschnittlich viele. |
| Sembacher Wind           | Sembacher Wind           | Lage in der Verbandsgemeinde                  | Wappen                       | Der Sembacher Wind wird dargestellt als kniender, wasserspeiender Knabe. Auf der Hochfläche von Sembach weht immer der Wind, in den Herbst- und Wintermonaten oftmals extrem stark. Dies verhalf den Sembachern zu dem Uznamen „Sembacher Wind“. Wappen: Von Silber und Rot geteilt, belegt mit einem silbernen Herzschild mit rotem Balken, beseitet von oben zwei, unten einer roten Kugel, oben wachsend ein blaugekleideter Mann mit Zipfelmütze, die Linke in die Hüfte gestützt, in der Rechten einen roten Kolben haltend, unten ein goldenes Posthorn (genehmigt am 26. November 1954). Die Kolb von Wartenberg führten in ihrem Wappen drei rote Bollen. Das Wappen von Sembach vereint die drei Symbole der Familie Kolb von Wartenberg: Im Mittelschild das Wappen der Kolb von Wartenberg, darüber der einen Kolben schwingende Mann aus der Helmzier und unten ein Posthorn aus ihrem Amtswappen, nachdem Johann Casimir Kolb von Wartenberg Generalpostmeister in Preußen geworden war. |